# فیبر خوراکی

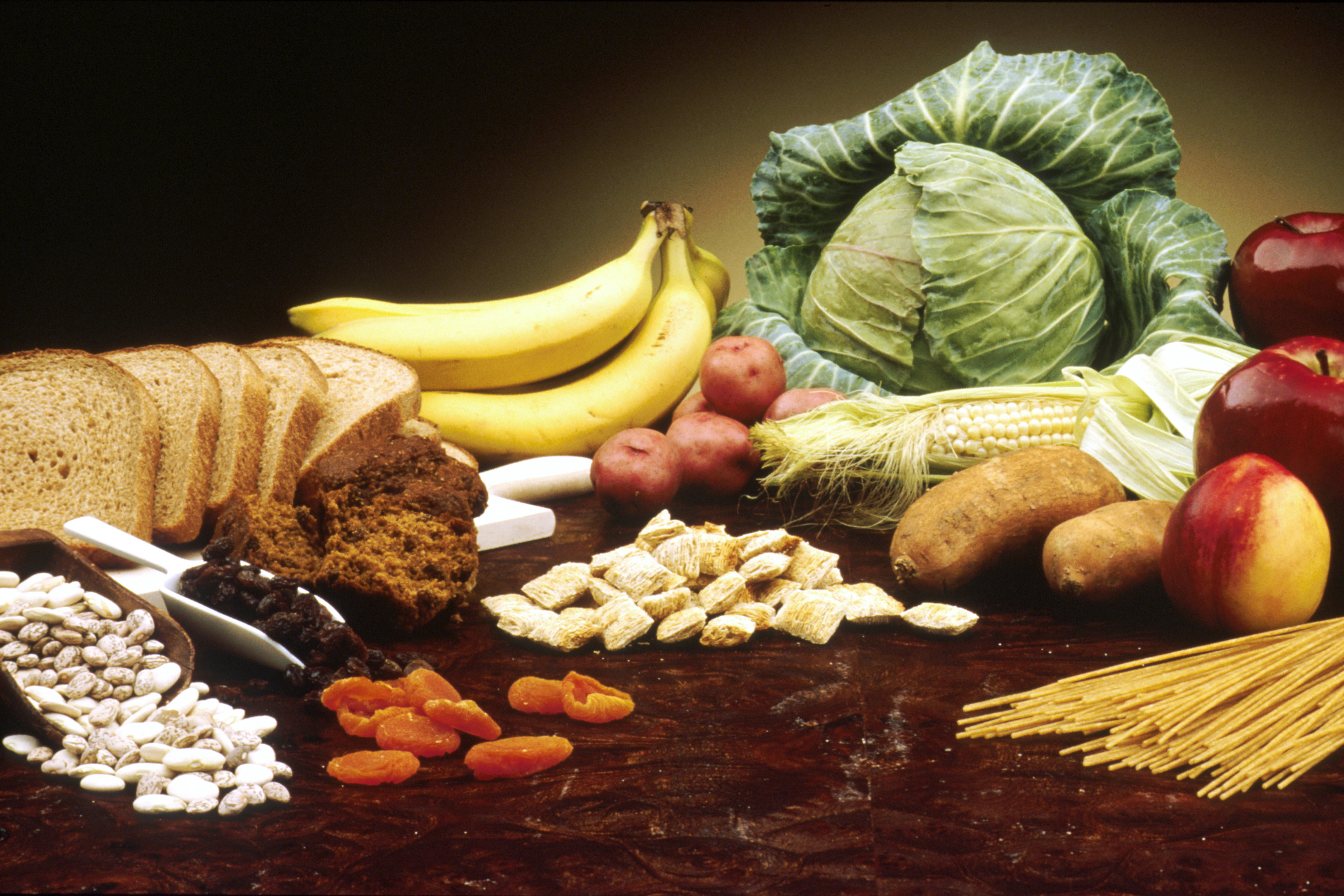
میوه و سبزیجات دارای فیبر

فیبرهای خوراکی یا الیاف خوراکی پلی‌ساکاریدهای ساختاری و ذخیره‌ای گیاهان به همراه لیگنین می‌باشند که در برابر هیدرولیز (آبکافت) آنزیمی معده و رودهٔ کوچک مقاوم اند و در رودهٔ بزرگ به‌طور کامل یا جزئی تخمیر می‌شوند. فیبر رژیمی شامل پلی‌ساکاریدها، الیگوساکاریدها، لیگنین و مواد گیاهی وابسته است. در حقیقت فیبرهای خوراکی موادی هستند که توسط بدن انسان هضم‌پذیر نمی‌باشند و موجب تسهیل در هضم غذا و بهبود عملکرد دستگاه گوارش خواهند شد. فیبرهای خوراکی به دو گروه فیبرهای محلول و نامحلول طبقه‌بندی می‌شوند. فیبرهای محلول توانایی تشکیل ژل داشته یا به عنوان قوام دهنده عمل می‌نمایند در حالی که فیبرهای نامحلول خاصیت هیگروسکوپیک قوی داشته به‌طوری که می‌توانند تا ۲۰ برابر وزن خود آب جذب نمایند. فیبر رژیمی دارای فواید فیزیولوژیک ویژه‌ای در بدن می‌باشد.
دریافت فیبر باعث کاهش خطر بروز بیماری‌های مختلف مانند دیابت، بیماری‌های قلبی و سرطان کولون می‌گردد و مصرف محصولات غذایی بدون فیبر خطر بروز این بیماری‌ها را افزایش داده و در طولانی مدت می‌تواند منجر به بروز فشار خون، بیماری‌های قلبی و عروقی، یبوست و حتی سرطان کولون گردد. فیبرهای محلول در کاهش چربی و قند خون و در پیشگیری از برخی بیماری‌های قلبی و عروقی نقش اصلی را ایفا می‌کنند و فیبرهای نامحلول در کاهش یبوست، سرطان روده و برخی اختلال‌های دیگر مؤثر می‌باشند؛ به همین دلیل، مصرف روزانه ۲۰ تا ۳۵ گرم فیبر خوراکی از سوی بسیاری از گروه‌های نظارتی بین‌المللی پیشنهاد می‌شود.
فیبرهای رژیمی علاوه بر اثرات مفیدی که بر سلامتی دارند، به دلیل ویژگی‌های عملکردی مناسب نظیر جذب آب، جذب روغن و افزایش ویسکوزیته، در صنایع غذایی نیز کاربرد گسترده‌ای دارند. فیبرها به عنوان جایگزین چربی در محصولات گوشت، غنی کنندهٔ نان و محصولات پخت و کنترل‌کنندهٔ کریستالیزاسیون در بستنی و محصولات لبنی استفاده می‌شوند. آبمیوه، مربا و سوپ از دیگر محصولات غنی شده با فیبر رژیمی هستند.

## فیبرهای غیر محلول

### سلولز
سلولز ساختار اولیه دیواره سلولی گیاهان را تشکیل می‌دهد. سلولز فراوان‌ترین منبع پلیمر طبیعی است که به دلیل خواص منحصر به فردی نظیر تجدیدپذیری، زیست تخریب پذیری، خواص مکانیکی بالا، زیست سازگاری، و خاصیت کایرالی کاربردهای متنوعی یافته است. سلولز ذاتاً در مقابل شکست و تفکیک در مقابل عوامل مختلف از جمله هوازدگی و غیره مقاوم و ساختار سلولز طبیعی از عوامل مهم محدودکننده پتانسیل آن ارزش رقابتی در تولید فراورده‌های مختلف است. این سرسختی ذاتی سلولز، قابلیت تخمیر قندهای آن و انجام دیگر فرایندهای شیمیایی را در ساختار آن مشکل کرده است.
دستگاه گوارشی انسان قادر به هضم سلولز نیست و آن را بدون تغییر دفع می‌کند اما برخی جانوران مثل نشخوارکننده‌ها و موریانه‌ها می‌توانند سلولز را به کمک میکروارگانیسم‌هایی که در دستگاه گوارش آن‌ها زندگی می‌کنند، هضم کنند. این میکروارگانیسم‌ها با آزاد کردن آنزیم‌هایی به هضم سلولز کمک می‌کنند.
هر ۵ مولکول سلوبیوز با آرایش فضایی مکعبی شکل، بلور سلولز را به‌وجود می‌آورند و از مجموعه بلورهای سلولز، رشته ابتدایی یا میسل سلولز تشکیل می‌شود. مجموعه میسل‌ها، میکروفیبریل سلولزی را به وجود می‌آورند که قطری حدود ۲۵ نانومتر دارد. از مجموع حدود ۲۰ میکروفیبریل، ماکروفیبریل سلولزی تشکیل می‌شود. سلولز همچون نشاسته از اتصال واحدهای تکراری گلوکز ساخته شده است ولی بر خلاف آن، نقش ساختمانی دارد. جانوران گیاه‌خوار از سلولز موجود در مواد غذایی گیاهی به عنوان منبع انرژی استفاده می‌کنند، در حالی که بدن انسان قادر به استفاده از انرژی سلولز نمی‌باشد و قسمت اعظم سلولز موجود در مواد غذایی گیاهی دست نخورده از بدن دفع می‌شود.
سلولز از واحدهای دارای قطر ۳۵ آنگستروم تشکیل شده که آن‌ها را رشته‌های ابتدایی می‌نامند. این قطر اغلب درست است اما حتمی نیست؛ مثلاً در برخی نمونه‌ها مثل سلولز جلبک والونی ۳۰۰ آنگستروم و در ترکیبات موسیلاژی برخی میوه‌ها تنها ۱ آنگستروم است. به این ترتیب تصور حالت همگن برای رشته‌های ابتدایی سلولز کنار گذاشته شد و اشکال مختلف (استوانه‌ای - منشوری با قاعده مربعی - روبان کم و بیش پهن) منظور گردید.
دو عامل در محدودیت ابعاد این واحدها دخالت دارد: یکی همی سلولزها که همانند پوششی رشد جانبی رشته‌های سلولزی را محدود می‌کنند و دیگری آرایش یا سازمان یافتگی حاصل از مجموعه سلولز سنتتازی (آنزیم تولیدکننده سلولز) غشای سلولی که رشته‌های اولیه سلولزی را می‌سازد. سلولز در برابر تیمارهای آنزیمی و شیمیایی پلیمریزاسیون مولکول‌های پیش ساز مولکول‌های سلولز تشکیل می‌شود. پس از تشکیل مولکول‌های سلولز تجمع آن‌ها به صورت بلورهای سلولز و رسیدن به حد میکروفیبرل‌ها و ماکروفیبریل‌های سلولزی بر بنای پدیده خود آرایی با برقراری پیوندهای هیدروژنی بین مولکولی است. این تجمع نیاز به آنزیم ندارد.
تجزیه سلولز به‌وسیله سلولازها انجام می‌شود. سلولازها را به دو گروه اگزوسلولازها و آندوسلولازها تقسیم‌بندی می‌کنند. اگزوسلولازها قدرت عمل بیشتری دارند و بر انواع مختلف سلولز چه سلولز بلوری و چه سلولز غیر بلوری که در نتیجه زخم یا تخریب بخش‌های سلولزی بلوری ایجاد می‌شودُ اثر می‌کنند و در مرحله اول عمل خود موجب گسستن پیوندهای بین مولکولی می‌شوند. آندوسلولازها بر محصول عمل اگزوسلولازها اثر می‌کنند و موجب گسستن پیوندهای درون مولکولی می‌گردند؛ بنابراین سلولازها اشتراک دارند.

## فرم‌های سلولز
α - سلولز: این فرم از سلولز در محلول ۱۷٫۵ درصد از هیدروکسید سدیم در ۲۰ درجه سانتیگراد حل نمی‌شود.
β - سلولز: β - سلولز در این محلول حل شده اما به محض اسیدی کردن محلول ته‌نشین می‌شود.
γ - سلولز: در محلول ۱۷٫۵ درصد هیدروکسید سدیم حل می‌شود اما با اسیدی شدن محلول ته‌نشین نمی‌شود.
همی سلولز: یک پلیمر غیر همولوگ است که به همراه سلولز در دیواره سلول‌های گیاهان حضور دارد. در حالی که سلولز بلوری، قوی و مقاوم در برابر آبکافت است، همی سلولز، ساختار بی‌شکل و تصادفی با استحکام کمی دارد که به راحتی توسط اسید رقیق، و همچنین آنزیم‌های زیادی تجزیه می‌شود. همچنین، همی سلولز بر خلاف سلولز دارای زنجیره‌های کوتاه‌تری (۵۰۰ تا ۳۰۰۰ در مقایسه با ۷۰۰۰ تا ۱۵۰۰۰ واحد سلولز) است که دارای شاخه هستند. در ساختار دیواره سلول در گیاهان همی سلولز توسط پکتین به سلولز متصل می‌شود که سبب ایجاد الیاف‌های مرتبط متقابلی می‌شوند.

### لیگنین
لیگنین یک پلیمر چند شاخه ساخته شده از واحدهای مولکولی پلی‌پروپان است که به شکل آمورف و مخلوط با هولوسلولز در نباتات به صورت لایه‌ای دور سلولز را فرا گرفته است. بعد از سلولز لیگنین رایج‌ترین ترکیب در ساختار گیاهان آلی چوبی است. چوب خشک حاوی حدود ۲۵ درصد لیگنین است که در دیواره سلولی و در قسمت خارجی سلول قرار گرفته است. لیگنین به‌عنوان یک چسباننده دیواره سلولی عمل می‌کند و فیبرهای سلولی حاوی ماتریکس را برای استحکام ساختار چوب به هم متصل می‌نماید. لیگنین یک پلیمر با وزن مولکولی بیشتر از ۱۰٬۰۰۰ در درختان کاج و احتمالاً کمتر از ۵۰۰۰ در درختان برگ‌ریز می‌باشد که سه منومر اصلی آن کونیفریل الکل، ایزواوژنول و سیرنژیل الکل می‌باشند.
کلمه لیگنین از واژه لاتینی lignum به معنای چوب مشتق شده است و در حالی که لیگنین بخش عمده ساختار چوب نیست، با این حال یکی از ترکیبات اصلی تمام گیاهان آوندی است. در سال ۱۸۳۸، آنسلم پین مشاهده کرد که در اثر تیمار چوب به وسیلهٔ اسید نیتریک بخشی از چوب حل و یک توده فیبری باقی می‌ماند. وی در توضیح این اتفاق چنین نتیجه‌گیری نمود که بخش محلول که حاوی مقدار بیشتری کربن نسبت به بخش فیبری است، یک ماده پوسته می‌باشد که بخش فیبری را احاطه کرده است. لیگنین ۱۵–۳۶ درصد وزن چوب را تشکیل می‌دهد. در حالی‌که نظریه ابتدایی پین در مورد پوسته‌ای بودن لیگنین تا حدودی صحیح می‌باشد، لیگنین نقش حیاتی را در گیاهان آوندی ایفا می‌کند. لیگنین به درخت استحکام، مانع نفوذ آب در عرض سلول چوبی و تسهیل انتقال آب و شیره گیاهی در بافت چوبی می‌گردد. به‌علاوه، لیگنین یکی از عوامل اصلی دوام طبیعی در چوب در برابر میکروارگانیسم‌های مخرب چوب است. لیگنین دومین پلیمر طبیعی فراوان دنیاست که از واحدهای ساختاری فنیل پروپان با اتصالات کربن-کربن و اتری تشکیل شده است. لیگنین طی یک فرایند پیچیده از واحدهای قندی در گیاهان عالی بیوسنتز می‌شود. در دیواره سلول چوبی لیگنین به وسیلهٔ اتصالات استری و اتری به کربوهیدرات‌ها متصل می‌شود. پیوندهای فیزیکی و شیمیایی موجود بین لیگنین و قندهای دیواره سلول چوبی، مانع از استخراج آن به صورت دست نخورده و سالم می‌شود. این مسئله بکارگیری روش‌های تخریبی و غیر تخریبی در مطالعه ساختار آن را مشکل می‌کند.
فیبر یک ماده ساده یا یک غذا نیست و از آنجائی که فاقد کالری است، بدن نمی‌تواند آن را جذب کند؛ بنابراین غذایی با فیبر بالا مثل میوه‌جات و سبزیجات دارای کالری و چربی کم می‌باشد. فیبر با توجه به مشخصات فیزیکی و تأثیرش بر روی بدن به ۲ دسته محلول در آب و نامحلول در آب تقسیم می‌شود که هریک برای سلامتی بدن مؤثر می‌باشد. مقادیر اندکی از بعضی از فیبرها ممکن است توسط باکتری‌هایی که در روده یافت می‌شود، شکسته شوند. بسیاری از غذاها شامل مخلوطی از هر دو فیبر می‌باشند. منابع خوبی از یک نوع فیبر معمولاً شامل بعضی از فیبرهای نوع دیگر نیز می‌باشد. فیبر کاربردهای پزشکی و غذایی فراوانی دارد که برخی از این کاربردها عبارتند از:
- جلوگیری از افزایش کلسترول خون
- جلوگیری از سرطان روده‌ای
- جلوگیری از بیماری‌های قلبی
- جلوگیری از چاقی
- جلوگیری از دیابت (کنترل قند خون)
- جلوگیری از یبوست
- جلوگیری از تصلب شرائین
- جلوگیری از اختلالات روده‌ای و معدوی
- جلوگیری از بواسیر

فیبر در کنترل وزن نقش مهمی را ایفا می‌کند. غذایی شامل فیبر دارای کالری اندک است، در نتیجه باعث جویدن طولانی و در نتیجه سیری زودهنگام می‌شود. یکی دیگر از خاصیت‌های فیبر خاصیت آنتی‌اکسیدان آن است که این خاصیت به علت وجود پلی فنل‌ها می‌باشد.
فیبرهای رژیمی علاوه بر اثرات مفیدی که بر سلامتی دارند، به دلیل ویژگی‌های عملکردی مناسب نظیر جذب آب، جذب روغن و افزایش ویسکوزیته، در صنایع غذایی نیز کاربرد گسترده‌ای دارند. فیبرها به عنوان جایگزین چربی در محصولات گوشت، غنی کنندهٔ نان و محصولات پخت وکنترل کنندهٔ کریستالیزاسیون در بستنی و محصولات لبنی استفاده می‌شوند. آبمیوه، مربا و سوپ از دیگر محصولات غنی شده با فیبر رژیمی هستند.
فیبر را می‌توان از گیاهان مختلفی استخراج کرد اما در این زمینه، ضایعات کشاورزی از اهمیت بالایی برخوردار هستند. ضایعات کشاورزی مانند تفاله میوه‌ها یا سبوس غلات و هسته خرما علاوه بر ارزان بودن، منابعی سرشار از فیبر رژیمی می‌باشند.
مصرف الیاف غذایی ارتباط معکوسی با وزن بدن و به ویژه درصد چربی بدن دارد. الیاف غذایی از طریق سازوکارهای مختلفی خطر چاقی و اضافه وزن را کاهش می‌دهند. الیاف غذایی گوارش را کند و احساس سیری را طولانی می‌کنند و غذاهای پرالیاف معمولاً کالری و چربی کمتری دارند. غذاهایی که دارای فیبر بالا هستند، می‌توانند به هضم غذا و درمان مشکلات گوارشی و یبوست کمک شایانی کنند. همچنین خوردن غذاهای فیبردار به جذب مواد مغذی کمک می‌کنند و باعث می‌شوند تا بعد از غذا مدت بیشتری احساس سیری نمایید. اگر برای بار اول از فیبر استفاده شود، ممکن است فرد دچار دل درد و نفخ و گاز معده شود اما بعد از مدتی اگر در رژیم غذایی گنجانده شود، دستگاه گوارش خود را با آن تطبیق می‌دهد. بهتر است که همراه رژیمی که شامل فیبر بالا می‌شود، مایعات زیادی نوشید؛ چون به هضم آن کمک شایانی می‌کند.

## فواید فیبر غذایی برای بدن
مهم‌ترین فواید ذکر شده برای فیبر به این شرح است:
- سلامت قلب
- تنظیم قند خون
- حساسیت‌ها ی خوراکی و آسم
- افزایش طول عمر
- بهبود عملکرد دستگاه گوارش
- پیشگیری از سرطان
- استحکام استخوان‌ها
- سم زدایی بدن
- درمان یبوست
- کاهش وزن

## آشنایی با مواد غذایی حاوی فیبر
برخی از مهم‌ترین مواد غذایی حاوی فیبر عبارتند از :-
- آووکادو (۱۰٫۵ گرم فیبر در هر فنجان)
- گلابی آسیای (۵/۵ گرم فیبر)
- خانوادهٔ بری‌ها مثل توت‌فرنگی، تمشک، بلوبری و…(در حدود ۷ گرم فیبر)
- نارگیل (۷ گرم در هر فنجان)
- انجیر (۱۴٫۶ گرم فیبر محلول و نامحلول)
- کنگر فرنگی (۱۰ گرم فیبر)
- نخود فرنگی (۸٫۶ گرم فیبر در هر فنجان)
- کلم بروکسل (۵ گرم)
- شلغم (۵ گرم فیبر)
- انواع حبوبات و …..(هر فنجان در حدود ۱۵ گرم)

## مقدار مورد نیاز بدن به فیبر
بر طبق اظهارات انجمن قلب آمریکا میزان فیبر در رژیم ۲۰۰۰ کالری در حدود ۲۵ گرم است. البته نیاز روزانه به این ماده مغذی به عواملی مانند سن و جنسیت بستگی دارد. به‌طور مثال نیاز روزانه زنان زیر ۵۰ سال به فیبر در حدود ۲۱ تا ۲۵ گرم و مردان زیر ۵۰ سال ۳۰ تا ۳۸ گرم است. همچنین کودکان در سنین بین ۱ تا ۱۸ سال به ۱۴ تا ۳۱ گرم فیبر در روز نیاز دارند.

## فواید فیبر برای پیشگیری بیماری‌های نشیمنگاهی
یکی از مهم‌ترین اثرات مصرف فیبر بر روی بدن حفظ سلامت دستگاه گوارش و جلوگیری از یبوست است، از آنجایی که فیبر در داخل دستگاه گوارش قابلیت هضم و جذب ندارد، در روده تجمع کرده و مقدار زیادی آب به خود جذب می‌کند پس مصرف آن می‌تواند حجم مدفوع را افزایش دهد، در نتیجه عبور مدفوع حجیم تر و البته نرم‌تر از دستگاه گوارش مانع آسیب به آن می‌شود. مهم‌ترین علت بروز بیماری‌های مقعدی نظیر بواسیر و شقاق ابتلا به یبوست مزمن است زیرا عبور مدفوع سفت می‌تواند موجب آسیب به انتهای دستگاه گوارش شود. در نتیجه با مصرف کافی فیبر می‌توان یبوست را کنترل و از بواسیر (هموروئید) و شقاق پیشگیری نمود.